# Benín en los Juegos Olímpicos de Barcelona 1992
Benín estuvo representado en los Juegos Olímpicos de Barcelona 1992 por un total de 6 deportistas, 4 hombres y 2 mujeres, que compitieron en 2 deportes.
La portadora de la bandera en la ceremonia de apertura fue la atleta Sonya Agbéssi. El equipo olímpico beninés no obtuvo ninguna medalla en estos Juegos.